# کینوگاسا ۷۸۲۶
سیارک ۷۸۲۶ (به انگلیسی: 7826 Kinugasa، نامگذاری:1991VO) هفت هزار و هشتصد و بیست و ششمین سیارک کشف شده‌است که در ۲ نوامبر ۱۹۹۱ کشف شد.
قدر مطلق سیارک برابر ۱۳٫۵۰ است.